# Tom Leezer
Tom Leezer (født 26. december 1985) er en hollandsk tidligere professionel cykelrytter.